# 南栗橋車両管区
南栗橋車両管区（みなみくりはししゃりょうかんく）は、埼玉県久喜市北広島（管理棟所在地）にある東武鉄道の車両基地及び総合メンテナンスセンターである。
敷地内に南栗橋工場があり、列車検査・月検査のほか、全般検査や重要部検査を行っている。広大な敷地は、久喜市南栗橋、北広島、間鎌、栗橋に跨っている。日光線南栗橋駅の北側に位置する。
2005年（平成17年）からは年1回、秋に東武ファンフェスタが開催されている。

## 発足経緯
1986年（昭和61年）8月、南栗橋駅開設に伴い、構内に春日部検修区南栗橋派出所として留置線が設置された。沿革の項目で詳述するが、組織の移転・統合などの歴史をたどれば、春日部検修区を経てさらにはその前身である、電車運転開始の為に1924年（大正13年）10月に新設した西新井電車庫にまで遡ることができる。
1994年（平成6年）8月から列車検査・車内清掃業務を開始するなど機能拡充が進められた。2003年（平成15年）3月には本線系の春日部・館林・新栃木の3検修区を統合して南栗橋検修区となり、春日部検修区が南栗橋検修区春日部支所に、館林・新栃木の各検修区が同出張所となった。 2004年（平成16年）4月には従来の西新井工場と杉戸工場を移転・統合した南栗橋工場が当区敷地内に開設され、同工場と川越工場（現在は閉鎖）を管理下に置く南栗橋車両管理区となる。
2009年（平成21年）に南栗橋車両管区に名称変更、七光台検修区を同管区支所として再発足した。

## 管理下の組織
南栗橋車両管区本区及び春日部支所・七光台支所・新栃木出張所は台風・線状降水帯による大規模洪水が発生した場合浸水することが想定されており、東武鉄道では大規模洪水が予想される際、計画運休を前提として南栗橋車両管区（各支所・出張所を含む）に所属する200本超の編成全てを高架区間などの安全な場所に待避させる「車両避難計画」を策定して訓練を行っている。
組織上、南栗橋車両管区の下に本区、春日部支所、七光台支所があり、さらに下に各派出所がある。

### 本区
- 検修業務として本区所属車両ならびに入区する春日部支所所属車両の列車検査・月検査のほか、50000型・50050型の機能確認を主とした重要部検査、車輪転削（東武インターテック委託）、車両清掃等を行っている[11][2]。
- 構内は南側（南栗橋駅寄り）と北側（栗橋駅寄り）に分かれており、南側には10両編成に対応した検査庫（列車検査線 3線、月検査線 1線、列車検査・月検査併用線 1線）と留置1・3番、留置9 - 12番線と北側に繋がる通路2・8番線、転削13番線がある[12][3]。留置9 - 12番線は、主に東京メトロ半蔵門線乗り入れ他社車両の一時入庫に使われる[3]。さらに南栗橋乗務管区（乗務員基地）、東武エンジニアリング南栗橋軌道区、東武鉄道総合教育訓練センター（能力開発センター・鉄道乗務員養成所）などがある[1]。
- 北側には自走式車両洗浄機線 1本、手洗浄作業線 1本、留置16 - 38番線まで広大な留置線がある[3]。こちらの留置線群は主に夜間留置に使用され、昼間時間帯の留置車両は少ない[3]。前述の列車検査線は北側の留置線へ向かう通路線に繋がっており、検査庫の出口には固定式車両洗浄装置 3基を備えている[3]。このほか、南側からの転削13番線（車輪転削庫に繋がる）、改造工事に対応した工事解体線がある[3]。
- 局修工事（修繕工事）時は、南栗橋工場の局修線（修繕線）を使用して冷房装置の取り替え、台車や主電動機の取り外しを行う[12]。
- 所属車両は、6050系・634型（6050系は野岩鉄道保有車含む）・20400型・50000型・50050型である[4]。
- 2023年(令和5年)3月18日の組織再編による新栃木出張所の派出所化に伴い、同所の車両が移管された[2]。

#### 南栗橋工場
- 東武鉄道全車両の全般検査・重要部検査を行っている。（東上線系統の車両は秩父鉄道秩父本線経由で回送。このうち東上線のみに配置されている9000型・9050型・50070型・50090型の4形式は工場への入出場時に関する回送や試運転時にのみ本線を走行する）。年間約400両の検査を行っている[13]。
- 工場業務は東武鉄道のグループ企業である東武インターテックが行っている[14]。工場棟は入場線、局修線（修繕線）、塗装線、洗浄線、検査線のほか、屋外の収容線、工場引上線から構成される[13]。
- 入場車両は入場線ピット（6両対応、実際の入場は2両 - 3両）で床下の気吹洗浄と屋根上機器（空調装置、パンタグラフ）の取り外しを行い、その後車体作業場で天井クレーンを使用して車体と台車が切り離される[7][13]。作業場は第一車体作業場と第二車体作業場に分かれており、それぞれ5両ずつ車体が定置できる[3]。取り外した台車は無人搬送車（AGV）で台車、輪軸、主電動機の各作業場に搬送される[13]。機器の検査後は車体作業場で組み立てが行われ、塗装車は車体塗装作業場で塗装を、無塗装車は洗浄線で車体洗浄が実施される[7][13]。
- 最後に10両編成に対応した総合検査線で出場検査が行われる[7][13]。検査車両の滞留を防ぐため、総合検査線は6両・4両間に架線断路器を設けている[7]。また、出場検査時に不具合が発生した場合、前述した局修線（修繕線）を使用して機器の取り外しを行う[7]。
- 検査票の表記は平成27年度分までが｢栗車管｣だったが、平成28年度以降は｢南栗工｣に変更されている。

#### SL機関庫
- SL機関庫 : 2本（2016年7月に新設。DLを含む「大樹」牽引機用。）[15][16]

### 春日部支所
- 元々は竹ノ塚駅付近にあった西新井電車区であるが、伊勢崎線と地下鉄日比谷線との直通運転開始後に輸送需要が急激に増加し、西新井電車区では車両数の増加に対して収容力の限界に達したことから[17]、北春日部駅に隣接して新たに「春日部電車区」（→春日部検修区）を発足・移転させることで、西新井電車区は営団地下鉄（現・東京地下鉄）に譲渡した[17]（竹ノ塚検車区→千住検車区竹ノ塚分室）。
- かつての春日部検修区であり、春日部支所所属車両の列車検査・月検査のほか、500系・70000型・70090型の機能確認を主とした重要部検査、車輪転削（東武インターテック委託）、車両清掃等を行っている[2]。
- 伊勢崎線（東武スカイツリーライン）北春日部駅に隣接し、敷地は春日部市と宮代町を跨ぎ姫宮駅の程近くまで及んでいる。構内は隼人堀川を挟んだ南側（北春日部駅寄り）と北側（東武動物公園寄り）に分かれており、南側は8両編成に対応した検修庫（列車検査線・月検査線）、局修線（修繕線） 2本、車輪転削線と春日部乗務管区（乗務員基地）などの設備が集中しており、一方の北側は手洗浄作業線3線と留置線36線を配置する[19]。前述の列車検査線は北側の留置線へ向かう通路線に繋がっており、検査庫の出口には車両洗浄装置 3基を備えている[19]。
- 所属車両は、N100系「スペーシアX」、100系「スペーシア」・200型「りょうもう」・500系「リバティ」（以上、特急形）・8000系（800型・850型含む）・10000型・10030型・70000型・70090型である[4]。
- 2023年3月18日の組織再編による館林出張所の派出所化に伴い、同所の車両が全車移管された[2]。

### 七光台支所
- かつての七光台検修区であり、支所となってからも検修業務を行っている。野田線（東武アーバンパークライン）七光台駅に隣接している。所属車両は、8000系・10030型・60000系、80000系である。

- 北緯35度58分29.2秒 東経139度51分0.4秒 / 北緯35.974778度 東経139.850111度

### 北千住派出所
- 南栗橋車両管区 - 本区 - 北千住派出所[10]
- 北千住駅に隣接している[20]。北千住駅に関連するすべての車両と大師線の営業線対応を実施[20]。

### 新栃木派出所
- 南栗橋車両管区 - 本区 - 新栃木派出所[10]
- かつての新栃木検修区であり、新栃木駅に隣接している。2023年3月18日まで「新栃木出張所」だったが、組織再編で派出所化されたため、同日に所属車両は全車本区へ移管された[21]。主な業務は20400型、N100系、100系、500系の営業線対応などで、月検査・列車検査は実施していない（本区で実施）[21]。
- 本所には、以下の設備を有している[12]。
月検査線：2本（月検査は実施していない）
列車検査線：4本（列車検査は実施していない）
局修線（修繕線）：2本
洗浄線：2本
- 栃木県栃木市平柳町3-3-8
- 北緯36度23分57.8秒 東経139度44分25.2秒 / 北緯36.399389度 東経139.740333度

### 下今市・鬼怒川温泉派出所
- 南栗橋車両管区 - 本区 - 下今市・鬼怒川温泉派出所[10]
- 下今市駅、鬼怒川温泉駅に隣接している[20]。日中時間帯は下今市派出所としてN100系、500系、100系など日光線、鬼怒川線車両の営業線対応を、夜間は鬼怒川温泉派出所として鬼怒川温泉駅構内留置線の営業線対応、野岩鉄道6050系の列車検査を実施している[20]。

### 浅草・業平橋派出所
- 南栗橋車両管区 - 春日部支所 - 浅草・業平橋派出所[10]
- 浅草駅、とうきょうスカイツリー駅、押上駅に隣接している[20]。日中時間帯は浅草派出所として各種営業線対応を、夜間は業平橋派出所としてとうきょうスカイツリー駅構内の留置線、亀戸線、東京メトロ半蔵門線、東急田園都市線直通車両の営業線対応を実施している[20]。

### 館林派出所
- 南栗橋車両管区 - 春日部支所 - 館林派出所[10]
- かつての館林検修区であり、館林駅に隣接している。2023年3月18日まで「館林出張所」だったが、組織再編で派出所化されたため、同日に所属車両は全車春日部支所へ移管された[21]。主な業務は8000系（800型・850型含む）・10000型・10030型の一部列車検査、さらに200系・500系の営業線対応などを実施している[21]。
- 本所には、以下の設備を有している[12]。
月検査線：2本（月検査は実施していない）
列車検査線：4本
局修線（修繕線）：1本
洗浄線：2本

- 群馬県館林市新栄町1964
- 北緯36度15分6.1秒 東経139度31分24.3秒 / 北緯36.251694度 東経139.523417度

### 高柳派出所
- 南栗橋車両管区 - 七光台支所 - 高柳派出所[10]
- 高柳駅に隣接している[20]。高柳駅留置線の営業線対応と列車検査を実施している[20]。

## 沿革
- 1924年（大正13年）10月 - 西新井電車庫発足[17]。
- 1927年（昭和2年） - 西新井電車庫館林分庫発足
- 1929年（昭和4年） - 新栃木電車庫、野田電車庫（総武鉄道）発足。
- 1943年（昭和18年） - 館林電車区発足（館林分庫から独立、1946年（昭和21年）に現在地に移転）。
- 1944年（昭和19年） - 総武鉄道が東武鉄道に合併された事に伴い、野田電車庫を野田電車区に改称。
- 1945年（昭和20年） - 杉戸工場発足。
- 1952年 （昭和27年）11月 - 西新井電車庫が竹ノ塚へ移転して、西新井電車区が発足[17]（現・東京地下鉄千住検車区竹ノ塚分室）。
- 1955年（昭和30年） - 西新井第3工事区と浅草工場が合併し、西新井工場発足。
- 1963年（昭和38年） - 新栃木電車区発足（現在地に移転）。
- 1964年（昭和39年）
  - 8月26日 - 東武鉄道西新井電車区の土地及び施設を営団地下鉄へ売買する契約を締結[22]。
  - 8月31日 - 土地及び施設を営団地下鉄へ引き渡し[22]。
- 1966年（昭和41年）9月1日 - 西新井電車区が北春日部に移転、春日部電車区発足[17]。西新井電車区は営団地下鉄竹ノ塚検車区（当時）となる[22]。
- 1968年（昭和43年） - 野田電車区が七光台電車区へ移転（現在地に移転）。
- 1971年（昭和46年） - 各電車区が電車乗務区と検修区に分離される[17]。
- 1986年（昭和61年）8月26日 - 春日部検修区南栗橋派出所を新設[5]。
- 1988年（昭和63年） - 同派出所に留置線を増設[14]（1991年（平成3年）まで）。
- 1994年（平成6年）8月2日 - 同派出所にて列車検査を開始[5][14]。
- 2003年（平成15年）3月19日 - 春日部・館林・新栃木の各検修区を統合し、南栗橋検修区発足[14]。従来の検修区は本区の支所・出張所となる[14]。
- 2004年（平成16年）4月1日 -  南栗橋工場が完成し、西新井工場と杉戸工場が統合・移転[14]。南栗橋車両管理区が発足、南栗橋工場と川越工場を管理下とする[14]。
- 2005年（平成17年）9月 -  南栗橋工場でISO 14001認証を取得[23]。
- 2009年（平成21年）10月 -  南栗橋車両管区に改編、七光台検修区を統合して本区の七光台支所とする[2]。
- 2023年（令和5年）3月 - 新栃木出張所を本区に集約、派出所化[2]。館林出張所を春日部支所に集約、派出所化[2]。

## 東武ファンフェスタ

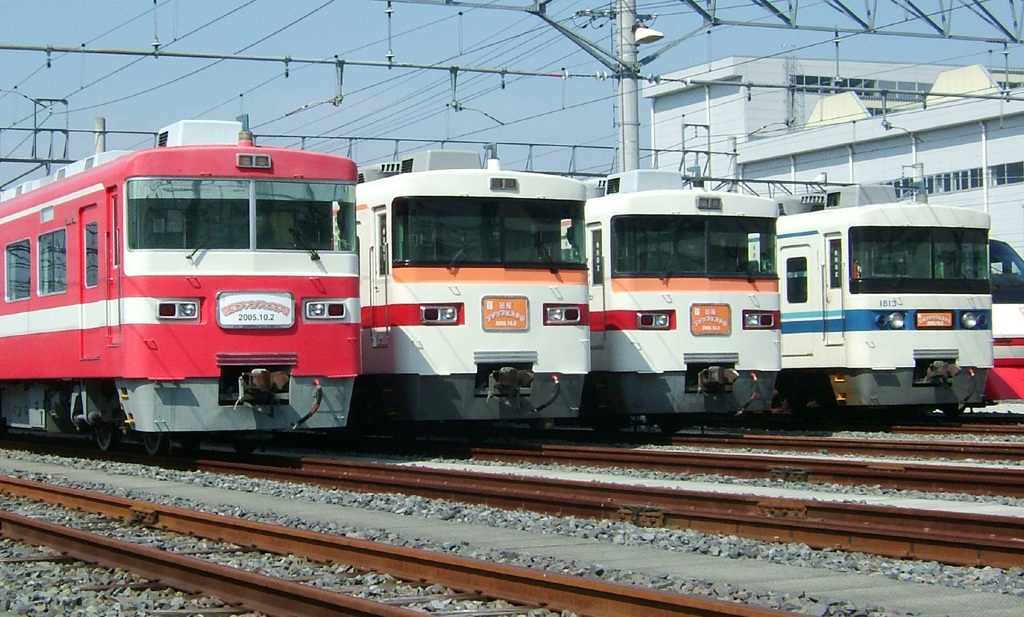
第1回東武ファンフェスタの撮影会展示車両

本線・野田線系のイベントとして、2005年から毎年秋に行われ、開催日には南栗橋駅との間で東武バスセントラルと東武バスウエストにより無料送迎バスが運行される。開催時間は10時から15時まで。 

### 主な内容
- 飲食・物販コーナー
東武鉄道の関連企業や鉄道事業者各社局、沿線自治体（両毛地域や日光・会津地域）等の出店があり、物販やPRが行われる。
- 鉄道車両撮影会
撮影会の時間は11時30分から14時まで。各回の展示車両は下記参照。
- 車両（自動車）展示コーナー
保守用作業車やバス・消防車などが展示される。
- 休憩用車両
通勤系車両が用いられ、自由に出入りできる。会場入口近くと奥に1編成ずつ用意される。奥の1編成は子ども制服着用・撮影会場を兼ねている。
- 工場見学
車体移動・車輪圧入・台車塗装の実演見学や、客室放送操作・ドア操作・マスコンハンドル操作・カム操作・パンタグラフ操作・ブレーキ操作の体験ができるほか、車両機器展示が行われる。なお、工場見学は15時で終了となる。
- 臨時列車運行
第1回から第4回までは開催日に南栗橋駅着の臨時列車が運行された。第2回以外は事前申込制で乗車駅は出発駅のみに限られた。詳細は下記参照。

### これまでの開催
- 第1回
2005年10月2日開催。当初は3月26日に開催予定であったが、東武伊勢崎線竹ノ塚駅踏切死傷事故により延期となったものである。撮影会展示車両は200型・300型・350型・1800系2本（原形車・通勤改造車）の5本。臨時列車は 浅草駅発の200型、新栃木駅発の300型、館林駅発で東武動物公園駅から日光線へ折り返す1800系の3本であった。
- 第2回　
2006年11月19日開催。撮影会展示車両は100系・200型・1800系・5050系・8000系8104F（原型修繕車。七光台検修区所属）・東急8500系電車8614F（伊豆のなつ号）の6本。臨時列車は、北千住駅発で区間急行停車駅に停車する1800系と、柏駅発で野田線内藤の牛島駅までの各駅と東武動物公園駅からの各駅に停車する8000系の2本が普通乗車券のみで利用可能な列車として運行された。
- 第3回　
2007年11月25日開催。撮影会展示車両は200型・1800系・10000型・20050型・30000系・50050型・東急5000系電車 (2代)の7本。臨時列車には100系が使用され、品川駅発で栗橋駅の連絡線を経て新栃木駅から折り返す経路で運行された。
- 第4回
2008年11月30日開催。撮影会展示車両は100系・250型・300型・20050型・30000系・50050型の6本。臨時列車は1800系使用・北千住駅発の経路を伏せたミステリー列車として乗客の募集を行った。運行された列車はかつての急行「りょうもう」を再現した「リバイバルりょうもう号」で、伊勢崎線経由で伊勢崎駅まで向かい折り返し、 太田駅 - 館林駅間は小泉線を経由、東武動物公園駅で日光線へ折り返す経路であった。花上嘉成と向谷実とのトークショーが開催された。
- 第5回
2009年11月8日開催。撮影会展示車両は8000系・10000型・20050型・30000系・50050型の5本。開催日がA期間にあたり、車両に余裕のないことから特急形車両の展示および臨時列車の運行はなかった。花上と中嶋春香とのトークショーが開催された。この年から東武商事の特注鉄道コレクションの先行発売が行われるようになった。ちなみにこの年の第1弾は5700系2両セット（貫通型）。
- 第6回
2010年12月5日開催[24]。撮影会展示車両は8000系8111F・8505F（8111Fは初期修繕車・原形前面。このイベントのためだけに標識灯とサボ受けを復刻。いずれも森林公園検修区所属）、10000系（10080型11480F）・50050型・100系・200型・300型・1800系1819Fの7本。前年同様、臨時列車の運行は行われていない。花上と木村裕子とのトークショーが開催された。前年に引き続き、東武商事の鉄道コレクションの先行発売が行われた。この年は7300系旧塗装2両セット。
- 第7回
2011年12月4日開催[25]。撮影会展示車両は8000系8111F（原型修繕車）・50050型・100系・200型・1800系（12時30分から）・東急5000系 (2代)・東京メトロ08系の7本。臨時列車は東武野田線開業100周年を記念し、1800系使用・柏駅発大宮・春日部経由南栗橋車両管区行きの経路で運行される。花上と史絵.とのトークショーが開催された。なおこの回の撮影時間は10時30分から14時までだった（1800系入線の関係で11時30分から12時30分まで中断）。この年の鉄道コレクションの先行発売は6050系登場時2両セットと野岩鉄道6050系2両セットの2種類。
- 第8回
2012年12月2日開催[26]。撮影会展示車両は8000系8111F（リバイバルカラー車・原形前面）・8000系（野田線所属修繕車）・100系・200型・1800系・10000型・30000系の7本。臨時列車は8111Fリバイバルカラー車デビューを記念し、船橋駅発春日部経由南栗橋車両管区行きの経路で運行され、「船橋 - 南栗橋」の前頭行先標も掲示された。花上と史絵.、伊藤桃のトークショーが開催された。この回の撮影時間は10時45分から11時までがツアー参加者限定、11時から14時30分までが一般来場者と分けられ、さらに15分毎の入替制がとられた。この年の鉄道コレクション先行発売は2000系2両セット。内容はモハ2100+2200だったが、モハ2300+モハ2400を再現するための交換用屋根パーツが付属していた。
- 第9回
2013年12月1日開催[27]。撮影会展示車両は8000系8111F・60000系・6050系・300型・1800系・100系・200型の7本。臨時列車は野田線新型車両60000系を北千住駅発野田線経由で、岩槻駅を折り返し、南栗橋車両管区行きの経路で運行された。この回の撮影時間は2012年と同様、10時45分から11時までがツアー参加者限定、11時から14時30分までが一般来場者と分けられ、さらに15分毎の入替制がとられた。
- 第10回
2014年12月7日開催[28]。撮影会展示車両は60000系・1800系・200型・100系・10000系（10030型11267F）・6050系・8000系8111Fの7本。臨時列車は2013年と同様、野田線新型車両60000系を館林駅発佐野線・伊勢崎線経由し、渡瀬北留置線・東武動物公園駅で日光線を折り返して、南栗橋車両管区行きの経路で運行された。この回の撮影時間は10時45分から11時までがツアー参加者限定、11時から14時00分までが一般来場者と分けられ、さらに15分毎の入替制がとられた。
- 第11回
2015年12月6日開催[29]。撮影会展示車両は8000系8198F・8000系8111F（ツートンカラー車）・60000系・350型・1800系・200型・100系106F（日光詣スペーシア）の7本。臨時列車は8000系のフライング東上リバイバルカラー車とツートンリバイバルカラー車・原形前面を繋げた10両編成で、北千住駅発伊勢崎線久喜駅で折り返して、南栗橋車両管区行きの経路で運行された。この回の撮影時間は2014年と同様、10時45分から11時までがツアー参加者限定、11時から14時00分までが一般来場者と分けられ、さらに15分毎の入替制がとられた。
- 第12回
2016年12月4日開催[30]。撮影会展示車両は、JR東日本253系電車・8000系8111F（セイジクリーム）・350型・6050系・1800系・200型・100系の7本。JRの電車が当イベントで展示されたのはこれが初めてのことである。この年から会場入口が変更されている。
- 第13回
2017年11月19日開催[31]。8年ぶりの11月開催となった。撮影会展示車両は70000型・60000系・8000系8111F（セイジクリーム）・1800系・200系・100系（日光詣）・500系の7本。
この年から東武東上線ファミリーイベントと統合する形となった。
- 第14回
2018年12月2日開催。再び12月開催となった。撮影会展示車両は500系・70000型・60000系・20400型・350型・200型・100系（日光詣）の7本。この年から、8000系8111Fは休憩所として使用されることになった。
- 第15回
2019年12月1日開催[32]。撮影会展示車両は、500系・60000系・70000型・100系（日光詣）・634型・30000系・20000型の7本。なお、30000系は東上線転属改造の最中であり、開催からはじめてとなる通電しない状態での展示となった。
- 2020年
新型コロナウイルスの影響で、2020年の東武ファンフェスタを中止。初開催の2005年以来、初めての中止となった。[33]
- 2021年
同年も前年に続いて中止となった。

- 2022年
12月4日（日）に、「東武プレミアムファンフェスタ」という名前で、事前抽選で当選した4700名限定で開催。
撮影会展示車両は、8000型8111F（セイジクリーム色）、200型（1800系カラー）、100系（日光詣）、500系、70090型THライナーの五本。撮影会もイベント応募時に応募して当選した客限定での実施となった。また、開門時間が東武ファンクラブ会員と一般客の二分割された。その他のイベントなどは、従来の東武ファンフェスタと同様に実施された。[34]
- 第16回　　　　　　　　　　　　　　　　　　　　　　　　　　　　　　　　　　　　　　　　　　　　　　　　　　　　　　　　　　　　　　2023年12月3日（日）開催。撮影会展示車両は、100系（DRCカラー）、200型、634型、70090型、8000型8111F編成の五本。8111F編成はこの年から現行のツートンカラーでの展示となった。また、方法は異なるが前年と同じく事前応募で、先着10000人のみが参加可能だった。また、船橋駅発の8000型8111Fでの臨時列車が運行された。[35][36]
- 第17回　　　　　　　　　　　　　　　　　　　　　　　　　　　　　　　　　　　　　　　　　　　　　　　　　　　　　　　　　　　　　　　2024年12月1日（日）開催。撮影会展示車両は、10030型、500系、N100系、100系（いちごスペーシア）、200型（カルピスEXPRESS）、8000型8111F編成。同年から、入場及び車両撮影会の事前応募がなくなった。また、撮影会はファンクラブ会員、とーぶきっず会員、一般客の三部制になった。[37]

## 東武プレミアムファンツアー
2020年以降、新型コロナウイルスの影響で、東武ファンフェスタに変わり、東武トップツアーズ主催の元『東武プレミアムファンツアー』として開催することになった。その第一弾は、2020年12月6日に、ありがとう 白い特急350型「しもつけ」臨時列車ツアーと「SL大樹重連運行試乗会ツアー」が開催。翌年「2021年」も2021年12月5日に、臨時電車で行く!!3コースを設定し、ツアー参加者限定の3種類並びの特急リバイバルカラー車両撮影会を実施した。

## SL見学広場

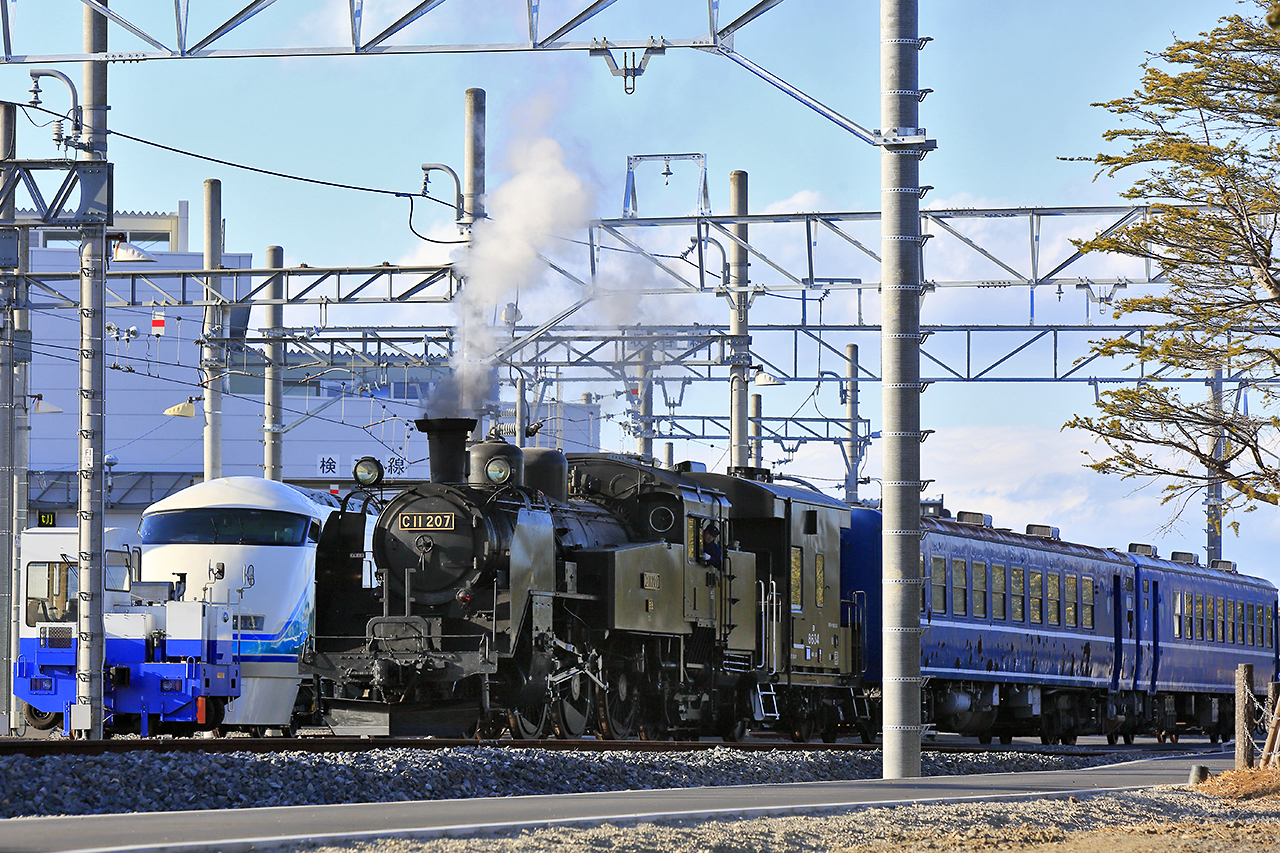
SL見学広場からの様子

SL「大樹」をはじめとするSL復活運転プロジェクトの一環として、南栗橋車両管区内にSL検修庫と同時に新設された。SLが構内試運転を行う日には自由に見学が出来る。同敷地内の東端にあり、隣接する道路側に入り口がある。見学者用の駐車場は無い。